# Iacube ibne Alaite Alçafar
Iacube ibne Alaite Alçafar (em árabe: يعقوب بن الليث الصفار) ou Iacube Alaite Safari (em persa: یعقوب لیث صفاری; 25 de outubro de 840-5 de junho de 879), nascido Radmã puri Maaque (em persa: رادمان پور ماهک), foi um caldeireiro persa, fundador do Império Safárida do Sistão, com sua capital em Zaranje (uma cidade agora no sudoeste do Afeganistão). Sob sua liderança militar, conquistou boa parte das porções orientais da Grande Pérsia que compõem os atuais Irã, Afeganistão, Turcomenistão, Usbequistão, Tajiquistão, assim como porções do Paquistão Ocidental e uma pequena porção do Iraque. Foi sucedido por seu irmão, Anre ibne Alaite.

## Vida

### Origens
Iacube nasceu em 840 numa pequena cidade chamada Carnim (Karnin), que estava localizada a leste de Zaranje e oeste de Boste, no atual Afeganistão. Sua origens eram humildes, porém historiadores posteriores tentaram elevar seu pai Alaite à posição de chefe da guilda de caldeireiros do Sistão, bem como traçaram uma origem lendária a sua família, alegando que descendiam dos reis míticos da Pérsia através da dinastia sassânida. Se sabe que era irmão de Anre, Tair e Ali. Bosworth explica que algumas fontes sunitas foram-lhe hostis devido ao desrespeito que mostrou ao califa abássida mais tarde. "Algumas fontes acusaram-o de ser um carijita, ibne Calicane rotulou-o como cristão, e Nizã Almulque alegou que converteu-se ao ismaelismo". Porém, tais alegações surgiram um século após sua morte, e muitas fontes concordam sobre a vida ascética de Iacube.

### Ascensão ao poder
Iacube iniciou sua carreira trabalhando como caldeireiro (alçafar), enquanto seu irmão Anre trabalhou como locatário de mulas. Ele e seus irmãos mais tarde uniram-se aos bandos aiares, grupos paramilitares sunitas que serviram como vigilantes anti-carijitas, liderados por Sale ibne Nácer, que havia se oposto aos abássidas e começou a governar autonomamente em Boste. Cerca de 854, os aiares conseguira expulsar Ibraim ibne Aludaim, que era o governador taírida do Sistão. Em 858, Dirrã ibne Nácer, outro líder aiar, conseguir substituir Sale como governante do Sistão, porém, em 10 de abril 861, Iacube derrubou-o e nomeou-se como emir.

#### Campanhas no Sistão e Coração

Coração, Transoxiana e Tocaristão

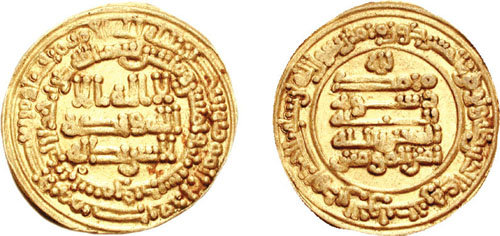
Dinar de ouro de Almutaz r.

Iacube atraiu a atenção do califa Almostaim (r. 862–864) por sua luta contra os carijitas no Sistão. Em 864, "Iacube liderou uma expedição em Boste contra seu antigo mestre Sale, e então em Rucaje e Zamindavar contra o governante local, o zumbil, matando-o e assegurando imenso butim." Ele também conseguiu capturar vários membros dos zumbiles, incluindo o filho do rei. Ele mais tarde moveu-se contra os carijitas no norte do Sistão, ganhando uma vitória decisiva e matando seu líder Amar ibne Iácer em 865. As campanhas de Iacube marcaram o declínio do militante carijita no Oriente. Após ter derrotado Amar, Iacube celebrou. Durante a celebração, um dos membros da corte fizeram um discurso em árabe. Iacube solicitou a carta, pois ele havia feito discurso numa língua na qual não podia entender. Um de seus secretários, Maomé ibne Uacife, então fez um cácida em persa.
Iacube reclamou a herança dos reis da Pérsia e procurou "reviver a glória deles," e assim em 867 enviou um poema escrito por ele ao califa Almutaz (r. 866–869). O poema dizia: "comigo está o Derafsh Kaviani, através do qual espero governar as nações." Em 870/871, Iacube marchou contra os carijitas de Herate, e derrotou-os. Ele então marchou em direção a Cucuque, e derrotou outro líder carijita chamado Abderramão. Iacube então perdoou Abderramão e o fez governador de Isfizar.
Seu exército mais tarde marchou para Gásni, Cabul e Bamiã, conquistando-os em nome do islã e nomeando governadores. De lá, moveram-se ao norte do Indocuche e cerca de 870 o Coração inteiro estava sob seu controle. O vale de Panjexir estava agora sob controle de Iacube, o que tornou-se capaz de cunhar moedas de prata. Em 873, Iacube expulsou os taíridas de seu capital Nixapur e capturou seu governante Maomé ibne Tair, que liderou os conflitos com o Califado Abássida. Durante uma das várias batalhas de Iacube, sua face foi desfigurada de modo que só pode comer através de um cano em sua boca por 20 dias.

#### Campanhas no Irã Ocidental

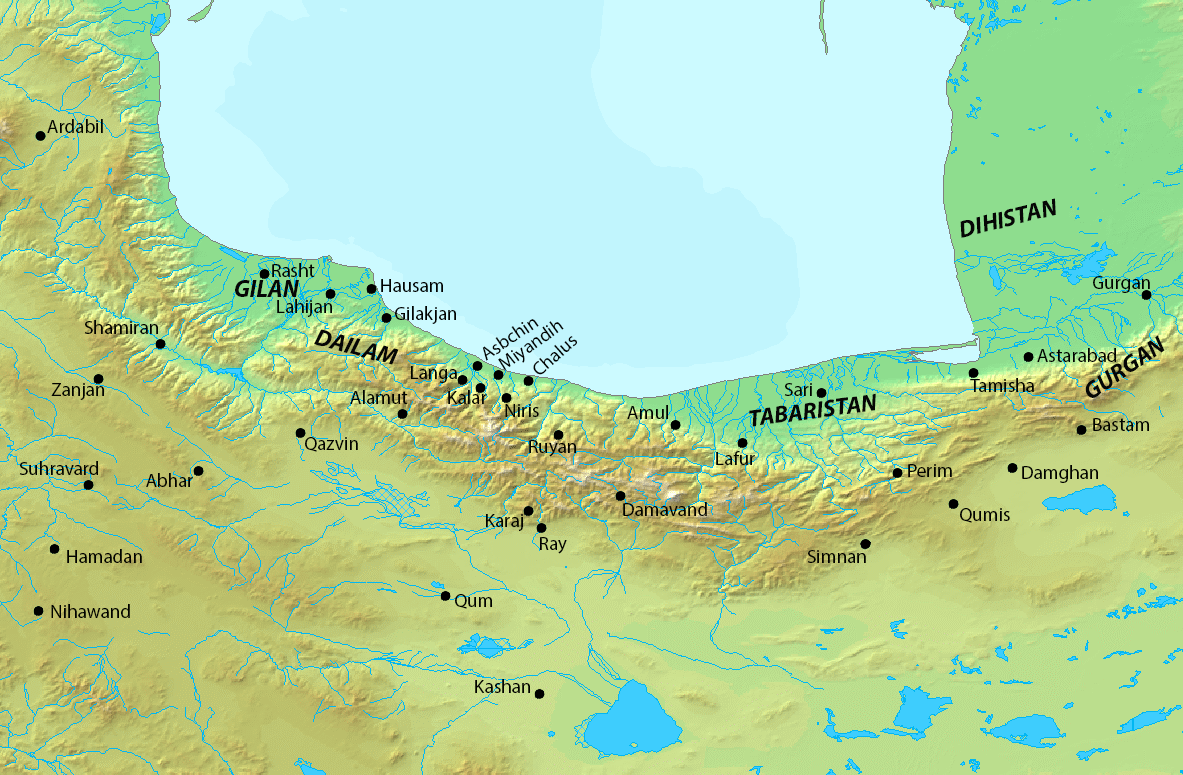
Costa do mar Cáspio durante o Intermezzo Iraniano

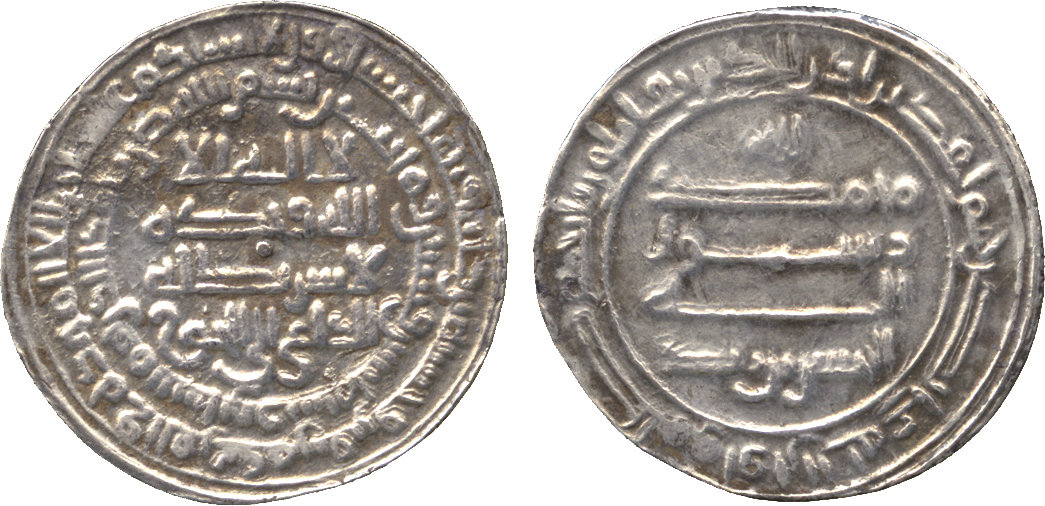
Dirrã de Haçane ibne Zaíde r.

Iacube partiu para o oeste de Pérsis com a intenção de subjugar a província. As fontes desacordam sobre o que aconteceu, mas Iacube foi posteriormente dissuadido de continuar sua expedição, e virou-se em direção ao Sistão. Sua retirada é descrita como tendo sido causada pela submissão e ele do governador Maomé ibne Uacil, ou pela chegada de emissários enviados pelo governo califal para convencê-lo a abandonar seu avanço. De todo modo, Maomé logo em seguida reaproximou-se do governo central, e em 872 ele entregou o caraje (receita tributária), e possivelmente o governo de Pérsis, ao representante califal. Mais tarde, em 874, Iacube marchou contra o Tabaristão e ameaçou o emir zaidita Haçane ibne Zaíde (r. 864–884), pois abrigava um de seus inimigos, Abedalá Sijzi. Em seu caminho passou por Asfaraim e seus territórios, onde encontrou-se com Badil Alcaxi, um indivíduo conhecido por coletar tradições proféticas e por praticar trabalhos supererrogatórios. No encontro, Iacube colocou grilhões em Badil e levou-o ao Tabaristão. Ao chegar próximo de Sari, a capital provincial, exigiu que Haçane entregasse Abedalá, o que ele se recusou, obrigando Iacube a informá-lo de sua intenção de atacar.
Os exércitos se encontraram em combate e Haçane foi forçado a fugir para Alxirriz, nas montanhas de Dailão. Iacube ocupou Sari e marchou para Amul, onde coletou dos habitantes os impostos anuais. De Amul, marchou contra Alxirriz em perseguição a Haçane. Ao aproximar-se das montanhas do Tabaristão, foi surpreendido por um ininterrupto período de chuva que, segundo Atabari, durou 40 dias, o que dificultou seu avanço. Devido a grandes baixas sofridas, Iacube decidiu abandonar sua missão e retornar às fronteiras do Tabaristão; Atabari relata que ele perdeu 40 000 homens e boa parte de seus cavalos, camelos e bagagem.
Iacube novamente marchou em direção a Pérsis, mas desta vez invadiu a província e avançou para Estacar, tomando os tesouros de Maomé lá. Maomé partiu do Cuzestão e retornou para Pérsis numa tentativa de impedi-lo. Eles se encontraram próximo do lago Bachtegã em agosto de 875, e na batalha resultante, Maomé, apesar de ter um exército numericamente superior, foi derrotado. Maomé foi forçado a fugir; Iacube saqueou a fortaleza de Maomé em Saidabade e tomou controle de Pérsis.

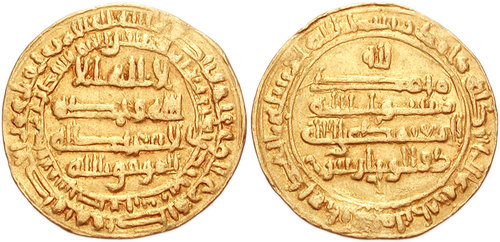
Dinar de ouro de Almutâmide r. com os nomes de Almuafaque r. e o vizir Saíde (duluizarataim)

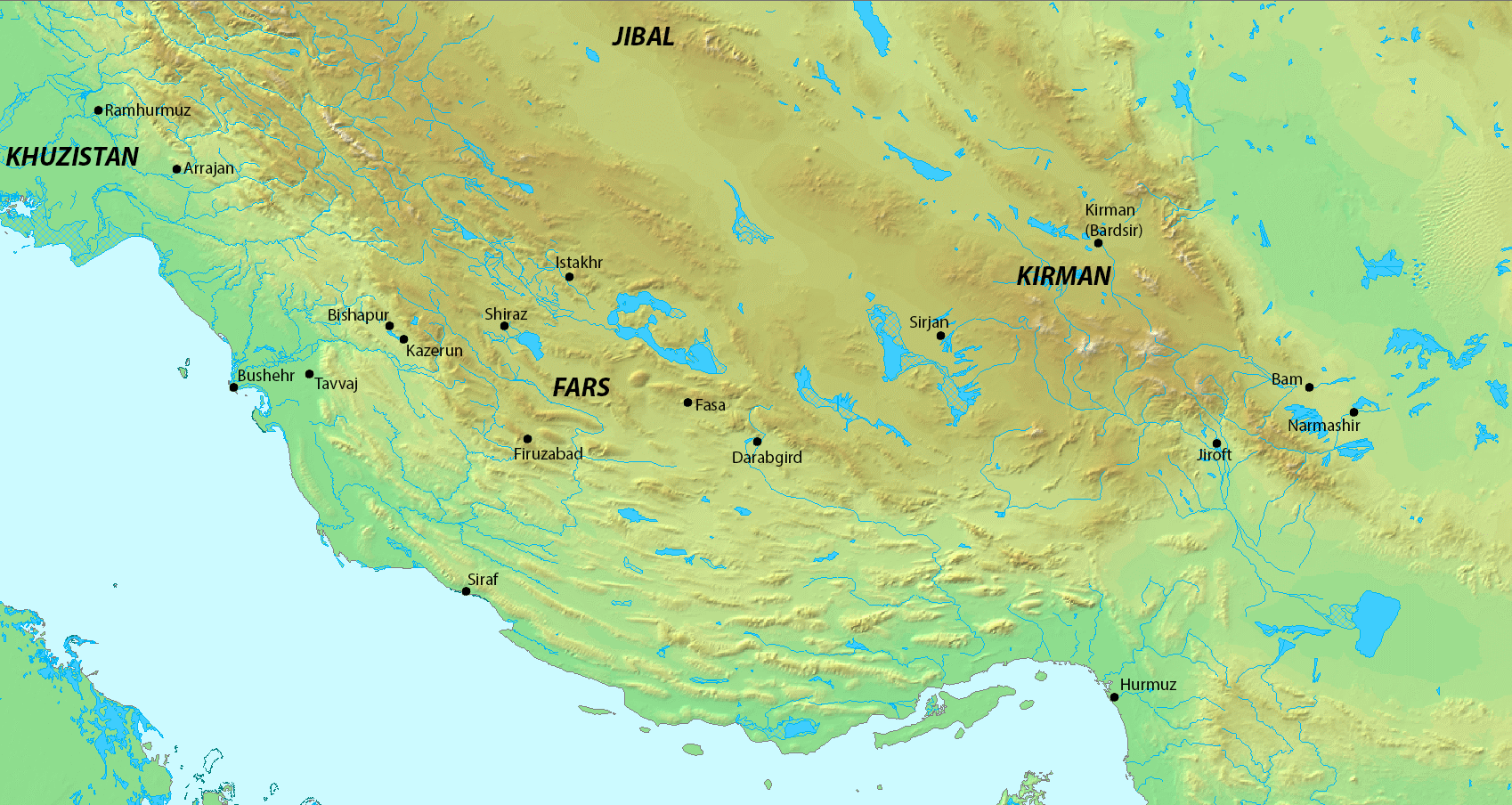
Pérsis e regiões vizinhas nos séculos IX e X

Jibal e Iraque à época do conflito entre abássidas e safáridas. Os inimigos se confrontaram em Dair Alacul

Em 876, o regente abássida Almuafaque ofereceu a Iacube o governo do Coração, Tabaristão, Pérsis, Gurgã e Rei, bem como nomeou-o chefe da segurança em Baguedade; ibne Calicane acrescentou Carmânia, Azerbaijão, Gasvim e Sinde. Iacube, sentindo que a oferta foi feita devido a fraqueza do califa, rejeitou-a e escreveu-lhe informando que avançaria contra a capital. A oferta também alienou os turcos em Samarra, que sentiam que Iacube representava uma ameaça aos seus interesses. Vendo que um acordo era impossível, Almutâmide declarou guerra e pronunciou uma maldição formal contra Iacube. Em 7 de março de 876, ele deixou Samarra, deixando seu filho Almufauade no comando da capital. Em 15 de março, chegou em Baguedade, antes de chegar perto de Caluada e montar acampamento. De lá seu exército marchou para Sibe Bani Cuma, onde o general de Almutâmide, Almançor de Bactro, uniu-se a ele depois de atrasar o exército de Iacube. Enquanto esteve lá, o califa reuniu mais tropas para seu lado.
De sua parte, Iacube viajou através do Cuzistão, período no qual um antigo general califal, Abil Saje Deudade, desertou e entrou no Iraque. O general califal Almançor conseguiu atrasar seu progresso ao inundar as terras fora de Uacite, mas o exército safárida foi capaz de através e entrar em Uacite em 24 de março. Deixando Uacite, dirigiu-se à cidade de Sair Alacul, que estava a cerca de 50 milhas de Baguedade. De acordo com uma fonte, Iacube não esperava realmente que o califa fosse oferecer batalha; em vez disso ele cederia a qualquer uma das exigências que o safárida tivesse. Almutâmide, contudo, enviou Almuafaque para impedi-lo. Os dois exércitos encontraram-se em Istarbande, entre Dair Alacul e Sibe Bani Cuma.
A batalha ocorreu em 1, 8 ou 10 de abril. Antes da batalha, Iacube relevou suas tropas, que incluíam 10 000 homens. Os abássidas, contudo, tinham superioridade numérica e a vantagem adicional de lutarem em terreno familiar. O centro do exército abássida foi comandado por Almuafaque. Muça ibne Buga comandou a ala direita e Almançor a esquerda. Um apelo final foi feito aos safáridas para que restaurassem sua lealdade ao califa, e a batalha começou. Ela ocorreu durante a maior parte do dia. O exército safárida estava relutante para lutar diretamente contra o califa e seu exército. Apesar disso, houve várias baixas em ambos os lados, e vários comandantes abássidas e safáridas foram mortos. Iacube foi ferido, mas não deixou o campo. Com a aproximação da noite, reforços chegaram para apoiar Almuafaque.
O maula Noçáir criou uma distração ao atacar a retaguarda safárida a partir de barcos no Tigre e atear fogo no trem de bagagem inimigo, dando aos abássidas mais vantagem. Posteriormente, o exército safárida começou a fugir. Iacube e seus guardas continuaram a lutar, mas foram forçados a deixar o campo a medida que o exército se retirou, deixando-os para trás. O califa aparentemente inundou as terras atrás dos safáridas antes da batalha, e isso tornou a retirada difícil; muitos se afogaram tentando escapar do exército abássida. Com os safáridas fazendo uma retirada apreçada, Almuafaque foi capaz de capturar a bagagem de Iacube. Vários prisioneiros políticos que Iacube trouxe consigo, como o taírida Maomé ibne Tair, também caíram nas mãos dos abássidas e foram libertados.

### Morte

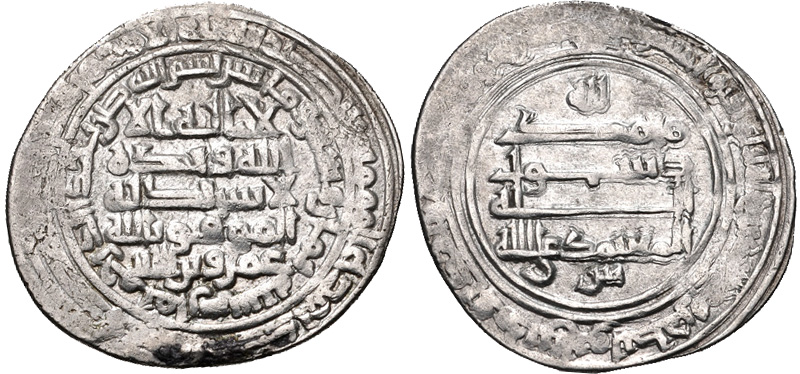
Dirrã de Anre ibne Alaite r.

Iacube contraiu um quadro de cólica e se recusou a tratar quando aconselhado. Como resultado, faleceu numa quarta-feira, 5 de junho de 879, em Bendosabora. Ele foi logo depois sucedido por seu irmão Anre (r. 879–901). Embora nunca tenha sido visto como cavalheiro, também não exerceu nenhuma crueldade especial. Relata-se que não sorria muito, e foi chamado "o Bigorna" por um de seus inimigos. Segundo ibne Calicane, sua esposa foi uma árabe do Sistão, embora todas as fontes, incluindo ibne Alatir e Juzjani, alegam que Iacube nunca casou.

## Legado
A motivação por trás das campanhas iniciais safáridas permanece obscura e amplamente debatida pelos estudiosos. Alguns acreditam que Iacube lutou como um guerreiro gazi com o objetivo de espalhar o islamismo proto-sunita, outros apoiam a noção de que foi motivado por sua identidade persa e consequente desejo de restaurar o passado sassânida, enquanto outros acreditam que foi motivado simplesmente por ganância e adrenalina. A hostilidade de Iacube para com os califas foi facilmente vista. Segundo a História do Sistão, ele teria dito que os abássidas eram mentirosos, bem como disse o seguinte: "Vocês não viram o que eles fizeram com Abu Salama, Abu Muslim, a família barmécida e Alfadle ibne Sal, apesar de tudo o que esses homens fizeram em nome da dinastia? Que ninguém confie nele!".
Foi durante o reinado de Iacube que o persa foi introduzido como língua oficial, e Iacube relatadamente não sabia árabe. A Iacube foi concedido um estatuto histórico de herói popular uma vez que sua corte começou a revitalizar o persa após dois séculos nos quais o árabe floresceu em territórios persas. Vários poetas como Abu Ixaque Ibraim ibne Manxade, fabricaram a genealogia de Iacube, alegando que descendia do lendário rei iraniano Janxide. Iacube é também às vezes considerado como um dos primeiros governantes autônomos no Coração desde as conquistas islâmicas. as campanhas de Iacube de fato também marcaram o estágio inicial do declínio da unidade política califal no mundo islâmico.